# Bagrus bajad
Bagrus bajad es una especie de pez de la familia Bagridae en el orden de los Siluriformes.

## Morfología
• Los machos pueden llegar alcanzar los 112 cm de longitud total.

## Distribución geográfica
Se encuentran en África: ríos  Nilo,  Senegal,  Sanaga y  Níger, y lagos  Chad, lago Alberto y  Turkana.